# غبريل جاي تشين
غبريل جاي تشين (بالإنجليزية: Gabriel J. Chin)‏ هو عالم قانوني أمريكي، ولد في 1964م.